# 黄平府
黄平府，元朝时设置的府。
至元二十八年（1291年）置，治所在今贵州省黄平县西北旧州。属播州军民安抚司。明朝洪武七年（1374年），改黄平安抚司。